# Postal
Postal, németül: Burgstall, település Olaszországban, Bolzano autonóm megyében. Lakosainak száma 1995 fő (2023. január 1.). Postal Gargazzone, Meltina, Merano, Verano és Lana községekkel határos.

## Népesség
A település népességének változása:
| Lakosok száma | 1873 | 1887 | 1995 |
|               | 2017 | 2018 | 2023 |